# Сизл

Сизл — видеоролик для презентации кинопроекта на питчинге

Сизл Sizzle — трейлер или небольшой видеоролик, состоящий из кадров уже существующих фильмов или видеороликов. Используется на стадии предпроизводства для презентации кинопроекта на питчинге. И обычно состоит из наиболее зрелищных фрагментов фильмов, чтобы впечатлить инвесторов и заставить их профинансировать производство фильма. Структура сизла строится по принципу структуры тизера или трейлера. Кадры могут комбинироваться в видеоряд из несвязанных фрагментов по принципу калейдоскопа, пытаясь оставить впечатление насыщенности интересными сценами будущего фильма. Сизл может передавать идею логлайна или синопсиса фильма. Сюжетная история дополняется переозвученными диалогами персонажей, которые чередуются со зрелищными моментами и спецэффектами. Видеоряд сопровождается голосовыми или текстовыми комментариями, рассказывающими завязку сюжета. При создании сизла от режиссёра монтажа требуется продумать структуру ролика, выстроить сюжетную линию, подобрать музыку, звуки, подходящие кадры, сделать дизайн титров.
Сизл также может быть создан и для будущей компьютерной игры. В этом случае он зачастую может содержать кадры из других видеоигр.

## История появления
Сизл происходит от (англ. sizzle reel — возбуждающий видеролик). В США является синонимом шоурила, видеоролика, представляющего образцы работы актёра, фотомодели, корреспондента, телеведущего и т. п.
В России термин «сизл» стал использоваться в середине 2010-х гг. участниками питчинга Фонда Кино.

## Отличительные черты
Сизл в отличие от музыкальных клипов, трейлеров, телевизионной рекламы, заставок на развлекательных телеканалах и видеоарта обычно не ориентирован на показ широкой аудитории. И, как и трейлер, служит промежуточным звеном при создании фильма. Зачастую сизл рассчитан на подготовленного зрителя, способного сопоставить увиденные кадры и сценарий будущего фильма. Спецэффекты и качество монтажа не являются приоритетными при создании сизла и могут служить, наряду с другими средствами, лишь способом достижения поставленной цели.

## Этапы создания

Сценарий — основа хорошего сизла

1. Подготовить логлайн, синопсис и литературный сценарий будущего фильма.
2. Посмотреть примеры трейлеров других фильмов в том же жанре.
3. Написать или нарисовать раскадровку или аниматик к сизлу. Найти иллюстрации, видеоматериал, в том числе из фильмов, новостных сюжетов, музыкальных клипов, мультфильмов, видеоигр.
4. Записать аудиоматериал, подготовить музыкальное сопровождение, переозвучить персонажей.
5. Объединить в видеоредакторе имеющиеся аудиоматериалы и референсы-доноры в ролик, добавить спецэффекты, титры, субтитры.
6. Просмотреть получившийся сизл.
7. Продемонстрировать сизл тестовой группе людей. Внести изменения в случае необходимости.

### Программы
Для создания сизлов используются программы нелинейного видеомонтажа. Последние годы устойчивыми лидерами в этой области являются коммерческие продукты, такие, как:
- Adobe Premiere Pro
- Final Cut Pro — профессиональный видеоредактор для операционной системы macOS от Apple
- DaVinci Resolve — видеоредактор и профессиональное средство для цветокоррекции
- Sony Vegas

## Регулирование
Так как в сизле используются чужие материалы, защищённые авторским правом, то это ограничивает распространение и публикацию сизла. Интересы владельцев авторских прав могут нарушаться в ряде случаев.

### Законодательные ограничения
Закон об авторском праве запрещает распространение ряда материалов без разрешения владельца.